# Manoir de la Tuderrière
Le manoir de la Tuderrière est un château situé sur la commune de Apremont, dans le canton de Challans en Vendée. 
Cet édifice est un témoignage de l'architecture civile médiévale. 

## Historique
Les lieux sont occupés dès l'époque gallo-romaine : quelques reliques de cette période sont connues à la Tuderrière et sur le plateau mitoyen du Moulin des Vignes. 
La Tuderrière (Tuderière ou Tudairière) est cité pour la première fois au XIe siècle (siège d'une forteresse), puis à nouveau aux XIIe et XIIIe siècles (citation en 1161 et en 1280). Au XVe siècle, la Tuderrière appartient toujours à la famille Quayrault (plusieurs orthographes possibles) qui détenait des terres à la Garnache, à Noirmoutier et aux Herbiers. 
En 1584, Gilbert de la Trémoille qui possédait le château d'Apremont y installa Claude Dreux en lui donnant pour mission de gérer son domaine. Claude Dreux (un ancêtre de la famille de Dreux-Brézé) est un personnage mystérieux, il décida rapidement de s'installer en campagne, à La Tuderrière ; Il y entreprit des travaux afin de remettre le logis à son goût et ce dans l'élan et le style de l'imposant château renaissance dans le bourg d'Apremont. Son fils lui succède et devient gentilhomme à la chambre du Roi. Par mariage, le manoir passe aux Durand, bourgeois et marchands anoblis au XVIIe siècle. Ils résideront à la Tuderrière jusqu'à la révolution ; l'un d'eux était sous lieutenant aux gardes du Roi. En 1830, la Tuderrière est la propriété de Léopold Surville (notaire et maire de La Roche-sur-Yon), dont le calvaire sur la route de la Tuderrière a été érigé en sa mémoire. Le manoir est occupé par les maquisards pendant la Seconde Guerre mondiale. La Tuderrière sert de colonie de vacances après la guerre et est ensuite utilisée comme exploitation agricole.
La propriété passe ensuite de main en main et plus récemment aux Martin Decamp, Ruchaud, Renaud (une rénovation sommaire est effectuée dans les années 1960), Strong puis en 2010 à Sonia Ceran et Boris Racaud.
Les façades et toitures du corps de logis sont inscrites au titre des monuments historiques le 8 octobre 1984,. Les façades et toitures du logis d'habitation (manoir), consistant en deux ailes articulées autour d'un corps carré inclusivement, ainsi que les façades et toitures du logis-porche avec les éléments de charpente bordelaise qui y sont conservés sont inscrits au titre des monuments historiques le 15 septembre 2016.

## Architecture
La Tuderrière est un ensemble médiéval, remis au goût du jour au XVIe siècle (sans modification structurelle). 
Le manoir fortifié : d'allure austère, perché sur une falaise de schiste dominant la vallée, sa physionomie initiale s’apparentait à une forteresse rectangulaire plus ancienne ou s'articule deux ailes décalées. Ancêtre des logis Vendéens, la Tuderrière conserve de nombreux éléments architecturaux : élévation avec ses chevronnières et sa structure médiévale, doubles latrines complexe, 8 imposantes cheminées sur pieds moulurés (une dans chaque pièce, dont 4 cheminées médiévales et 4 cheminées renaissances), fronton avec fenêtre géminée et baies à meneaux fin XVIe siècle, four à pain, plafond à la française, cave voûtée, potagé dans la cuisine médiévale, vitraux restitués, imposant escalier, éviers en pierre sous leur arche... La propriété est entourée d'un fossé défensif, d'une caverne, d'une fontaine voûtée, de remparts et de nombreuses cours fermées.
Le logis-porche : entrée de la propriété, cette porterie conserve des portes et une charpente du Moyen Âge, plusieurs cheminées bois cintrées, des fenêtres coussièges, deux têtes sculptées au niveau du porche (fonction apotropaïque). 
La chapelle : le procès verbal de la visite épiscopale à Apremont du 21 septembre 1777 indique : « il y a deux chapelles domestique à Apremont : celle du château qui sert actuellement de grenier et celle de la Tudairière, bien tenue... dans cette humble sanctuaire ». 
Cette chapelle a été malmenée : période troublée (Guerre de Vendée) avec la condamnation à mort du propriétaire de l'époque en 1793, le prêtre réfractaire « Jean Charles Durand de La Tudairière ». Cet édifice est consacré en 1530.

## Étude architecturale et scientifique
Les propriétaires actuels ont mené d'importants travaux de 2010 à 2020 : restauration complète du château, de la chapelle et du logis-porche (reprise des charpentes, toitures, souches de cheminées, enduits, menuiseries, restitutions des travées et des vitraux...). Boris Racaud a été récompensé par un prix départemental en 2016, suivi d'un prix national en 2018 : le « prix Mercure » (V.M.F - Fondation en faveur du Patrimoine) pour des travaux de restauration exemplaires sur le site de la Tuderrière.
Le Manoir a fait l’objet d’une datation et fait apparaître une charpente restaurée en 1590 qui s'insère dans une pente de toit et ses chevronnières médiévales, confirmant la restauration à cette période. Une datation C14 (radiocarbone) a permis de confronter certains éléments d’architecture (cheminées, latrines et chevronnières) avec la période de construction du logis-porche confirmée aussi par la dendrochronologie à la fin du XIVe siècle, début du XVe siècle et plus précisément entre l’an 1390 et l’an 1414.
Il est évoqué la présence de chevaliers du XIe au XIIIe siècle à la Tuderrière. L'édifice reste mystérieux de par son origine, son aspect et son évolution dans le temps. Certains symboles sont recensés sur la propriété de la Tuderrière comme des croix templières. Il existe aussi des symboles maçonniques sur des cheminées plus récentes.
Des relevés complets, un état sanitaire, une étude historique et architecturale, des analyses ont permis de mieux comprendre la Tuderrière. Après ces différentes études, ce site méconnu apparaît désormais comme un « unicum dans le contexte régional », notamment comme un ensemble médiéval civil complet. Cet édifice pose tout de même toujours des questions sur son fonctionnement et sa conception. Les dernières études scientifiques ont permis de dater un ensemble reconstruit vers 1400. 
Remis au goût du jour au XVe puis modernisé fin XVIe siècle, avec un fronton Renaissance, la création de grandes baies à meneaux et un nouveau mode stylistique pour certaines cheminées : le logis de la Tuderrière est un monument atypique du bas Moyen Âge.

## Sources
1. Notice base Mérimée, Ministère de la Culture
2. S.T.A.P de la Vendée (Service Territorial de l'Architecture et du Patrimoine) – Ministère de la Culture
3. D.R.A.C des Pays de la Loire (Direction Régionale des Affaires Culturelle) – Ministère de la Culture
4. Archives départementales de la Vendée (Chartrier d'Apremont, 1323-1817)
5. Bulletin monumental (B.M 173-1 2015) – Société Française d’Archéologie – Elodie DEBIERRE et Alain DELAVAL
6. Dendrotech – étude - dendrochronologie charpente - 16 novembre 2015
7. «Les Dreux Breze» – édition Christian – 612 pages - 1994
8. «Occupation et résistance en Vendée» – Geste éditions - Michel Gautier – 375 pages - 1992
9. «De château en logis» – Tome 1 – Guy de Raigniac – édition De Bonnefonds – 224 pages 1989
10. Société d'émulation de la Vendée (note sur le fossé sarrasin) – 1936 - S. GUIET
11. «Deux prêtres martyrs», «François Pierre Alexis Tortereau, curé de Challans et Jean Charles Durand de la Tudairière, prêtre d'Apremont» – Chanoine Boutin - imprimerie Pacteau – Luçon – 116 pages  - 1923
12. Société d'émulation de la Vendée (nécropole gallo romaine à puis funéraire) – 1906 – Marcel BAUDOUIN
13. Archives du diocèse de Luçon – Chroniques paroissiales – 25 mai 1901
14. Archéologie aérienne du bocage vendéen (sites d'enceintes néolithiques) Revue archéologique de Picardie. Numéro spécial Année 1999 Volume 17 Numéro 1 pp. 373-386